# ألبرت إف. دوسن
ألبرت إف. دوسن هو مصرفي وسياسي أمريكي، ولد في 26 يناير 1872، وتوفي في 9 مارس 1949 في سينسيناتي في الولايات المتحدة. نشط حزبياً في الحزب الجمهوري. وقد انتخب عضو مجلس النواب الأمريكي.